# Epidendrum yojoaense
Epidendrum yojoaense är en orkidéart som beskrevs av Eric Hágsater och Luis M. Sánchez. Epidendrum yojoaense ingår i släktet Epidendrum och familjen orkidéer.
Artens utbredningsområde är Honduras. Inga underarter finns listade i Catalogue of Life.